# Lukas Brandweiner
Lukas Brandweiner (* 28. Mai 1989 in Gmünd, Niederösterreich) ist ein österreichischer Politiker der Österreichischen Volkspartei (ÖVP). Seit dem 12. Juni 2019 ist er Abgeordneter zum Nationalrat.

## Leben

### Ausbildung und Beruf
Lukas Brandweiner besuchte nach der Volksschule Wurmbrand die Hauptschule Groß Gerungs und die Bundeshandelsakademie und Bundeshandelsschule Zwettl, wo er 2006/07 Schulsprecher-Stellvertreter war und 2008 maturierte. 2007/08 fungierte er als Landesschulsprecher und war Mitglied der Bundesschülervertretung, 2008/09 war er Landesgeschäftsführer der niederösterreichischen Schülerunion.
Nach dem Präsenzdienst war er bei einem Finanzdienstleister und als Angestellter in Groß Gerungs tätig. Brandweiner ist Betriebsgruppenreferent beim niederösterreichischen Arbeitnehmerinnen- und Arbeitnehmerbund (ÖAAB).
Im Oktober 2020 wurde er als Nachfolger von Jürgen Maier zum Obmann des Regionalverbandes Waldviertel gewählt, Stellvertreter wurden Martina Diesner-Wais und Josef Wiesinger.

### Politik
Brandweiner ist seit 2010 Mitglied der ÖVP. Von 2010 bis 2012 war er Ortsobmann der Jungen Volkspartei (JVP) Sitzmanns. 2011 wurde er Bezirksobmann der JVP Zwettl und 2013 Landesobmann-Stellvertreter der JVP Niederösterreich. Seit 2014 ist er Kammerrat der Kammer für Arbeiter und Angestellte für Niederösterreich, seit 2015 Mitglied des Gemeinderates in Groß Gerungs. Brandweiner ist Mitglied des Landesvorstandes des niederösterreichischen Arbeitnehmerinnen- und Arbeitnehmerbundes (ÖAAB) und Bezirksobmann-Stellvertreter des NÖAAB Zwettl.
2017 kandidierte er bei der Nationalratswahl für den Regionalwahlkreis Waldviertel sowie im Landeswahlkreis Niederösterreich. Am 12. Juni 2019 wurde er in der XXVI. Gesetzgebungsperiode als Abgeordneter zum Nationalrat angelobt. Er rückte für Angela Fichtinger nach, die auf ihr Mandat verzichtete.
Nach der Nationalratswahl 2019 und Bildung der Bundesregierung Kurz II im Jänner 2020 wurde er in der XXVII. Gesetzgebungsperiode im ÖVP-Parlamentsklub Bereichssprecher für Zivildienst. Im August 2021 wurde Brandweiner als Nachfolger von Bürgermeister Maximilian Igelsböck zum Gemeindeparteiobmann der ÖVP Groß Gerungs gewählt. Bei der Nationalratswahl 2024 verlor die ÖVP das zweite Grundmandat im Regionalwahlkreis Waldviertel, Brandweiner erhielt ein Mandat über die Landesliste. In der XXVIII. Gesetzgebungsperiode wurde er Bereichssprecher für Zivildienst und Lehrlinge.
Im April 2025 folgte er Christoph Zarits als Generalsekretär des Bundes-ÖAAB nach.
Im FC Nationalrat spielt er Fußball.